# Ampelasia schausialis
Ampelasia schausialis là một loài bướm đêm trong họ Erebidae.